# Тымовский округ

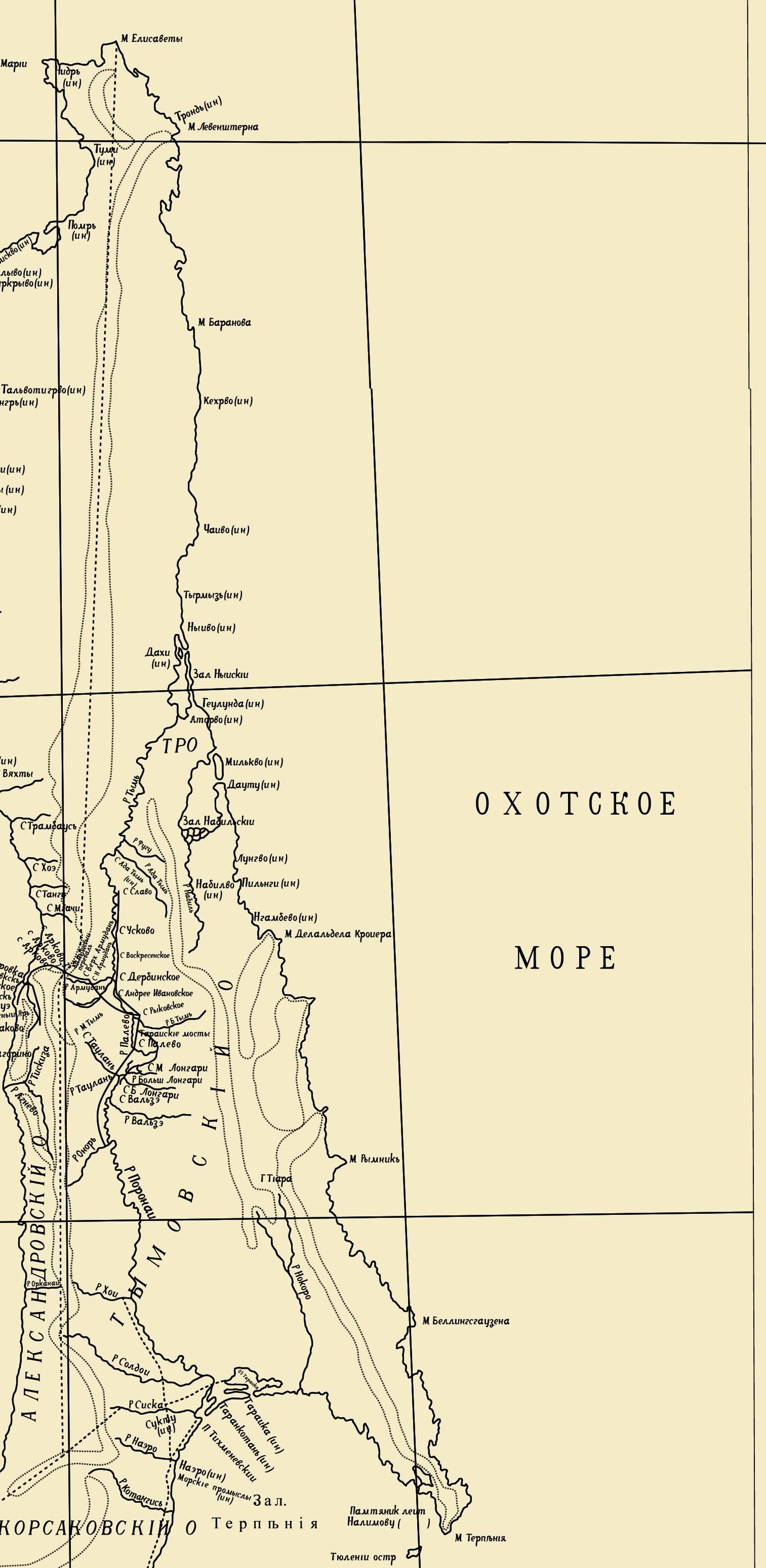
Тымовский округ Сахалинского отдела Российской империи. Фрагмент административной карты 1890 г.

Тымовский округ — административно-территориальная единица Сахалинского отдела Российской империи, существовавшая в 1884—1909 годах. Располагалась на острове Сахалин. Центр — село Рыковское.
Тымовский округ был образован в составе Сахалинского отдела 15 мая 1884 года.
По данным переписи населения 1897 года в округе проживало 8359 жителей, из них «свободного состояния» — 5083 чел., ссыльнокаторжных — 1352 чел., ссыльнопоселенцев — 1988 чел., поселенцев из каторжан — 744 чел.
Национальный состав в 1897 году был следующим: русские — 57,5 %, украинцы — 9,4 %, нивхи — 8,1 %, татары — 6,5 %, поляки — 6,3 %, представители тунгусо-маньчжурских народов — 5,6 %, белорусы — 1,2 %.
В 1898 году в округе имелось 3 церкви, 12 школ, 1 лечебница и 4 околотка.
В 1909 году Тымовский округ был преобразован в Тымовский участок.